# Superpesis
Superpesis, (finska: Superpesis, tidigare  Pesäpallon SM-sarja eller kortformen SM-sarja) är Finlands högsta division i boboll. Ligan har blivit spelad i sin nuvarande form sedan 1990, och har båda herr- och -damligor med cirka ens format: Mellan 12 och 14 lag i huvudspelet, och mellan 8 och 10 lag i slutspelet. Kvartfinalerna och vidare är oftast bäst-av-5 matcher; bronsfinalen och slutspels-play-off är bäst-av-3.
De flesta lag kommer från inlands-Finland, och bara några få lag kommer från störra städer, exempelvis Manse PP från Tammerfors. Lag från svenskspråkiga områden är högst ovanligt; enda lag i 2025 er Mailattaret från Vasa i damligan.

## Deltagande lag och resultat
| Lag                     | 90    | 91    | 92    | 93    | 94    | 95    | 96    | 97    | 98    | 99    | 00  | 01    | 02    | 03    | 04    | 05    | 06    | 07    | 08  | 09    | 10    | 11  | 12  | 13  | 14  | 15  | 16    | 17    | 18    | 19    | 20  | 21    |
| ----------------------- | ----- | ----- | ----- | ----- | ----- | ----- | ----- | ----- | ----- | ----- | --- | ----- | ----- | ----- | ----- | ----- | ----- | ----- | --- | ----- | ----- | --- | --- | --- | --- | --- | ----- | ----- | ----- | ----- | --- | ----- |
| Sotkamon Jymy           | 1.    | 2.    | 1.    | 1.    | 3.    | 1.    | 1.    | 1.    | 4.    | 5.    | 2.  | 1.    | 1.    | 1.    | 1.    | 3.    | 1.    | 2.    | 2.  | 1.    | 3.    | 1.  | 1.  | 1.  | 1.  | 1.  | 2.    | 2.    | 4.    | 2.    | 1.  | 4.    |
| Kouvolan Pallonlyöjät   | 12.   | 14. ↓ | –     | –     | –     | –     | –     | –     | – ↑   | 13. ↓ | –   | –     | – ↑   | 11. ↓ | – ↑   | 9.    | 12.   | 9.    | 4.  | 2.    | 2.    | 4.  | 10. | 9.  | 9.  | 5.  | 4.    | 4.    | 2.    | 3.    | 2.  | 2.    |
| Vimpelin Veto           | 6.    | 6.    | 8.    | 12.   | 11.   | 11.   | 13.   | 15. ↓ | –     | –     | –   | –     | –     | – ↑   | 9.    | 10.   | 10.   | 5.    | 8.  | 3.    | 1.    | 2.  | 2.  | 2.  | 2.  | 2.  | 1.    | 1.    | 3.    | 4.    | 3.  | 3.    |
| Joensuun Maila          | –     | –     | –     | –     | –     | –     | –     | –     | –     | –     | –   | –     | –     | – ↑   | 11.   | 7.    | 9.    | 8.    | 5.  | 9.    | 11.   | 11. | 4.  | 3.  | 3.  | 3.  | 3.    | 3.    | 1.    | 1.    | 4.  | 5.    |
| Kiteen Pallo -90        | 13.   | 5.    | 9.    | 11.   | 5.    | 5.    | 5.    | 2.    | 3.    | 1.    | 1.  | 2.    | 5.    | 9.    | 2.    | 1.    | 4.    | 10.   | 9.  | 5.    | 8.    | 8.  | 7.  | 6.  | 8.  | 10. | 8.    | 7.    | 8.    | 8.    | 5.  | 11.   |
| Hyvinkään Tahko         | 3.    | 4.    | 2.    | 5.    | 2.    | 4.    | 2.    | 4.    | 9.    | 2.    | 4.  | 4.    | 3.    | 5.    | 4.    | 4.    | 7.    | 1.    | 7.  | 8.    | 5.    | 7.  | 6.  | 5.  | 4.  | 7.  | 7.    | 8.    | 11.   | 5.    | 6.  | 9.    |
| Seinäjoen JymyJussit    | –     | –     | –     | –     | –     | –     | –     | –     | –     | –     | –   | –     | –     | –     | –     | –     | –     | –     | –   | –     | –     | –   | –   | 7.  | 5.  | 9.  | 9.    | 5.    | 6.    | 6.    | 7.  | 10.   |
| Pattijoen Urheilijat    | –     | –     | –     | – ↑   | 10.   | 12. ↓ | – ↑   | 10.   | 7.    | 4.    | 5.  | 3.    | 2.    | 4.    | 10.   | 6.    | 2.    | 7.    | 1.  | 4.    | 6.    | 3.  | 3.  | 4.  | 6.  | 8.  | 12.   | 10.   | 7.    | 7.    | 8.  | 8.    |
| Imatran Pallo-Veikot    | 2.    | 1.    | 5.    | 2.    | 7.    | 10.   | 14. ↓ | –     | –     | – ↑   | 10. | 9.    | 10.   | 12. ↓ | –     | – ↑   | 11. ↓ | –     | –   | –     | –     | –   | –   | –   | –   | –   | – ↑   | 9.    | 9.    | 9.    | 9.  | 7.    |
| Kempeleen Kiri          | –     | –     | –     | –     | –     | –     | –     | –     | –     | –     | –   | –     | –     | –     | –     | –     | –     | –     | –   | –     | –     | –   | –   | –   | –   | – ↑ | 13.   | 14. ↓ | – ↑   | 12.   | 10. | 6.    |
| Koskenkorvan Urheilijat | –     | –     | –     | –     | –     | –     | –     | –     | – ↑   | 6.    | 8.  | 6.    | 4.    | 3.    | 8.    | 11.   | 6.    | 3.    | 11. | 6.    | 7.    | 5.  | 5.  | 8.  | 7.  | 11. | 6.    | 6.    | 5.    | 11.   | 11. | 12.   |
| Manse PP                | – ↑   | 13. ↓ | –     | –     | –     | –     | –     | –     | –     | –     | –   | –     | –     | –     | –     | –     | –     | –     | –   | –     | –     | –   | –   | –   | –   | –   | –     | –     | –     | – ↑   | 12. | 1.    |
| Kankaanpään Maila       | 4.    | 10.   | 6.    | 9.    | 13.   | 13. ↓ | –     | – ↑   | 8.    | 8.    | 13. | 10.   | 12. ↓ | –     | –     | –     | –     | –     | –   | –     | – ↑   | 6.  | 9.  | 10. | 11. | 12. | 11.   | 13.   | 10.   | 10.   | 13. | 13.   |
| Siilinjärven Pesis      | 8.    | 11.   | 12.   | 14. ↓ | – ↑   | 9.    | 8.    | 8.    | 11. ↓ | –     | –   | –     | –     | –     | –     | –     | –     | –     | –   | –     | –     | –   | –   | –   | –   | –   | –     | –     | – ↑   | 13.   | 14. | 14.   |
| Haminan Palloilijat     | –     | –     | –     | –     | –     | – ↑   | 12.   | 9.    | 12.   | 12.   | 14. | 14. ↓ | –     | –     | –     | –     | –     | –     | –   | –     | –     | –   | –   | –   | –   | –   | –     | – ↑   | 13. ↓ | –     | – ↑ | 15. ↓ |
| Alajärven Ankkurit      | 5.    | 7.    | 3.    | 4.    | 4.    | 6.    | 11.   | 11.   | 10.   | 9.    | 12. | 11. ↓ | –     | –     | –     | –     | –     | –     | –   | –     | –     | – ↑ | 12. | 12. | 10. | 6.  | 14.   | 11.   | 12.   | 14. ↓ | –   | –     |
| Oulun Lippo             | 9.    | 9.    | 4.    | 3.    | 1.    | 2.    | 6.    | 6.    | 1.    | 7.    | 3.  | 7.    | 9.    | 8.    | 7.    | 5.    | 8.    | 12.   | 6.  | 7.    | 4.    | –   | –   | –   | –   | – ↑ | 5.    | 12.   | 14. ↓ | –     | –   | –     |
| Jyväskylän Kiri         | 10.   | 8.    | 7.    | 10.   | 8.    | 7.    | 4.    | 14.   | 5.    | 3.    | 9.  | 13. ↓ | –     | –     | –     | –     | – ↑   | 13. ↓ | –   | – ↑   | 9.    | 10. | 8.  | 11. | 12. | 4.  | 10. ↓ | –     | –     | –     | –   | –     |
| Nurmon Jymy             | –     | –     | –     | –     | –     | –     | –     | –     | –     | –     | –   | –     | –     | – ↑   | 5.    | 2.    | 5.    | 4.    | 3.  | 10.   | 10.   | 9.  | 11. | –   | –   | –   | –     | –     | –     | –     | –   | –     |
| Ulvilan Pesä-Veikot     | –     | –     | –     | –     | –     | –     | –     | –     | – ↑   | 11.   | 7.  | 5.    | 6.    | 10. ↓ | –     | –     | –     | –     | –   | – ↑   | 12. ↓ | –   | –   | –   | –   | –   | –     | –     | –     | –     | –   | –     |
| Puijon Pesis            | –     | –     | –     | –     | –     | –     | –     | –     | –     | –     | –   | – ↑   | 11.   | 6.    | 6.    | 8.    | 3.    | 6.    | 12. | 11. ↓ | –     | –   | –   | –   | –   | –   | –     | –     | –     | –     | –   | –     |
| Seinäjoen Maila-Jussit  | 11.   | 3.    | 10.   | 8.    | 9.    | 3.    | 3.    | 3.    | 6.    | 10.   | 6.  | 8.    | 8.    | 7.    | 3.    | 12. ↓ | – ↑   | 11.   | 10. | –     | –     | –   | –   | –   | –   | –   | –     | –     | –     | –     | –   | –     |
| Kinnarin Pesis          | –     | –     | –     | –     | –     | –     | –     | –     | –     | –     | –   | – ↑   | 7.    | 2.    | 12. ↓ | –     | –     | –     | –   | –     | –     | –   | –   | –   | –   | –   | –     | –     | –     | –     | –   | –     |
| Loimaan Palloilijat     | 14. ↓ | – ↑   | 11.   | 7.    | 6.    | 8.    | 7.    | 7.    | 13. ↓ | – ↑   | 11. | 12. ↓ | –     | –     | –     | –     | –     | –     | –   | –     | –     | –   | –   | –   | –   | –   | –     | –     | –     | –     | –   | –     |
| Kaisaniemen Tiikerit    | –     | –     | –     | –     | –     | –     | –     | 5.    | 2.    | –     | –   | –     | –     | –     | –     | –     | –     | –     | –   | –     | –     | –   | –   | –   | –   | –   | –     | –     | –     | –     | –   | –     |
| Haapajärven Pesä-Kiilat | –     | –     | –     | –     | –     | – ↑   | 10.   | 12.   | 14. ↓ | –     | –   | –     | –     | –     | –     | –     | –     | –     | –   | –     | –     | –   | –   | –   | –   | –   | –     | –     | –     | –     | –   | –     |
| Juvan Pallo             | –     | –     | –     | –     | –     | – ↑   | 9.    | 13.   | 15. ↓ | –     | –   | –     | –     | –     | –     | –     | –     | –     | –   | –     | –     | –   | –   | –   | –   | –   | –     | –     | –     | –     | –   | –     |
| Riihimäen Pallonlyöjät  | –     | – ↑   | 13.   | 6.    | 12.   | 14. ↓ | –     | –     | –     | –     | –   | –     | –     | –     | –     | –     | –     | –     | –   | –     | –     | –   | –   | –   | –   | –   | –     | –     | –     | –     | –   | –     |
| Muhoksen Pallo-Salamat  | –     | –     | – ↑   | 13.   | 14. ↓ | –     | –     | –     | –     | –     | –   | –     | –     | –     | –     | –     | –     | –     | –   | –     | –     | –   | –   | –   | –   | –   | –     | –     | –     | –     | –   | –     |
| Vaasan Maila            | 7.    | 12.   | 14. ↓ | –     | –     | –     | –     | –     | –     | –     | –   | –     | –     | –     | –     | –     | –     | –     | –   | –     | –     | –   | –   | –   | –   | –   | –     | –     | –     | –     | –   | –     |

## Finländska mästare sedan 1990
Finska mästerskapen i boboll har avgjorts drygt 80 gånger sedan starten 1922. Åren 1941 och 1943 kunde tävlingarna ej genomföras. Beviset för FM-seger är Poika-pokalen, finsk sport äldsta utmärkelse, som har delats ut sedan 1922. Flest FM-guld har Sotkamon Jymy med 17 FM-titlar.
- 1990 - Sotkamon Jymy (Sotkamo)
- 1991  - Imatran Pallo-Veikot (Imatra)
- 1992 - Sotkamon Jymy (Sotkamo)
- 1993 - Sotkamon Jymy (Sotkamo)
- 1994 - Oulun Lippo (Uleåborg)
- 1995 - Sotkamon Jymy (Sotkamo)
- 1996 - Sotkamon Jymy (Sotkamo)
- 1997 - Sotkamon Jymy (Sotkamo)
- 1998 - Oulun Lippo (Uleåborg)
- 1999 - Kiteen Pallo -90 (Kides)
- 2000 - Kiteen Pallo -90 (Kides)
- 2001 - Sotkamon Jymy (Sotkamo)
- 2002 - Sotkamon Jymy (Sotkamo)
- 2003 - Sotkamon Jymy (Sotkamo)
- 2004 - Sotkamon Jymy (Sotkamo)
- 2005 - Kiteen Pallo -90 (Kides)
- 2006 - Sotkamon Jymy (Sotkamo)
- 2007 - Hyvinkään Tahko (Hyvinge)
- 2008 - Pattijoen Urheilijat (Brahestad)
- 2009 - Sotkamon Jymy (Sotkamo)
- 2010  - Vimpelin Veto (Vindala)
- 2011 - Sotkamon Jymy (Sotkamo)
- 2012 - Sotkamon Jymy (Sotkamo)
- 2013 - Sotkamon Jymy (Sotkamo)
- 2014 - Sotkamon Jymy (Sotkamo)
- 2015 - Sotkamon Jymy (Sotkamo)
- 2016 - Vimpelin Veto (Vindala)
- 2017 - Vimpelin Veto (Vindala)
- 2018 - Joensuun Maila (Joensuu)
- 2019 - Joensuun Maila (Joensuu)
- 2020 - Sotkamon Jymy (Sotkamo)
- 2021 - Manse PP (Tammerfors)
- 2022 - Vimpelin Veto (Vindala)
- 2023 - Sotkamon Jymy (Sotkamo)